# Калачевська Любов Пилипівна
Любов Пилипівна Калачевська (21 вересня 1919, Київ, УРСР — 21 серпня 1995, Київ, Україна) — радянська українська театральна акторка. Народна артистка Української РСР (1972).

## Біографічні відомості
Народилася 21 вересня 1919 р. в Києві. Закінчила драматичну студію при Київському російському драмтеатрі ім. Лесі Українки (1940). Працювала акторкою Рівненського українського драмтеатру (1940—1941), Станіславського музично-драматичного театру ім. І. Франка (нині Івано-Франківськ, 1947—1959).
У 1959–1985 рр. — акторка Львівського російського драматичного театру Радянської Армії. Від 1985 р. мешкала у Києві.

## Фільмографія
Грала у фільмах:
- «Над Черемошем» (1956, Олена)
- «Весела змова» (1958, Ганна),
- «Киянка» (1958, 2 с, Христя).